# Dżubb Ramla (poddystrykt)
Dżubb Ramla – jedna z 5 jednostek administracyjnych trzeciego rzędu (nahijja) dystryktu Masjaf w muhafazie Hama w Syrii.
W 2004 roku poddystrykt zamieszkiwało 39 814 osób.